# Tih Minh
Tih Minh ist ein zwölfteiliges französisches Stummfilm-Serial von Louis Feuillade aus dem Jahr 1919, in den USA veröffentlicht unter dem Titel In the Clutches of the Hindoo.

## Handlung
Als der Forschungsreisende Jacques d’Athys aus Französisch-Indochina ins Haus seiner Mutter an der Côte d’Azur zurückkehrt, wird er nicht nur von seinem treuen Diener Placide begleitet, sondern auch von einer jungen Annamitin namens Tih-Minh, die ihm dort das Leben gerettet hat (die Umstände bleiben unbeleuchtet). Seiner Schwester fällt die Aufgabe zu, Tih Minh die französische Kultur und Bildung zu vermitteln, und es zeigt sich, dass Jacques mehr als Dankbarkeit für sie empfindet. Doch viel Zeit in der Heimat bleibt ihm nicht, er erhält durch die Regierung den Auftrag, noch einmal zurückzureisen, und hält sich, zusammen mit Placide, weitere zwei Jahre in Indochina auf. Die Art der Mission bleibt ungewiss, deutlich ist aber, dass ein Buch, das d’Athys nach seinem zweiten Besuch mitbringt, die Aufmerksamkeit dubioser Gestalten auf sich zieht, die sich später als deutsche Spione entpuppen. Wie sich herausstellt, enthält das Buch eine kodierte Nachricht, die Aufschlüsse über einen Kriegsschatz geben soll und die zudem für die Mitglieder einer internationalen Verschwörung zur Vernichtung Englands bedeutungsvoll ist.
Die Serie Tih Minh greift Elemente der Mata-Hari-Affäre auf, deren Protagonistin im Oktober 1917 in Vincennes bei Paris als Doppelagentin hingerichtet wurde, reagiert aber auch auf Entwicklungen in den französischen Kolonien in Südostasien, wo sich unter dem Eindruck der russischen Oktoberrevolution von 1917 neue revolutionäre und kommunistische Widerstandsbewegungen gründeten.

## Episoden
| Nr. | Titel                          | Datum         | Länge  |
| --- | ------------------------------ | ------------- | ------ |
| 1   | Le Philtre d’oubli             | 7. Feb. 1919  | 1125 m |
| 2   | Drames dans la nuit            | 14. Feb. 1919 | 725 m  |
| 3   | Les Mystères de la Villa Circé | 21. Feb. 1919 | 880 m  |
| 4   | L’Homme dans la malle          | 28. Feb. 1919 | 725 m  |
| 5   | Chez les fous                  | 7. März 1919  | 645 m  |
| 6   | Oiseaux de nuit                | 14. März 1919 | 760 m  |
| 7   | L’Évocation                    | 21. März 1919 | 650 m  |
| 8   | Sous le voile                  | 28. März 1919 | 715 m  |
| 9   | La Branche du salut            | 4. Apr. 1919  | 720 m  |
| 10  | Mercredi                       | 11. Apr. 1919 | 870 m  |
| 11  | Le Document 29                 | 18. Apr. 1919 | ? m    |
| 12  | Justice                        | 25. Apr. 1919 | 780 m  |

## Veröffentlichung
Kopien von Tinh Minh besitzen die Cinémathèque française und Anthology Film Archives. Es existiert anscheinend eine von Gaumont restaurierte 35-mm-Fassung, die um 2005/06 herum wenige Male in den USA und Europa gezeigt wurde, später noch einmal am 3. Dezember 2009 an der Yale University. 2021 veröffentlichte Gaumont in Frankreich eine Fassung auf drei DVDs bzw. 2 Blu-Ray-Disks mit optionalen englischen Untertiteln. Aufgrund der Überlieferungssituation blieb die Serie weitgehend unrezipiert.
Parallel zur Kinoaufführung der Serie im Jahr 1919 erschien jeden Donnerstag ein vierundzwanzigseitiger Roman cinéma von Georges Le Faure und Louis Feuillade, der mit Standfotos aus der Serie illustriert war. Einzelne Hefte sind antiquarisch erhältlich oder zum Download verfügbar.